# مجموعة آر بي سانجيف جوينكا
مجموعة آر بي سانجيف جوينكا (المعروفة أيضًا باسم مجموعة آر بي أس جي ) هي شركة هندية متعددة الجنسيات يقع مقرها الرئيسي في كلكتا . كان التأسيس نتيجة لعملية بيع قامت بها شركة آر بي جي إنتربرايزيس في عام 2011. تشمل أعمال المجموعة الطاقة والطاقة، وتصنيع الكربون الأسود ، وتجارة التجزئة، والخدمات المعتمدة على تكنولوجيا المعلومات، والسلع الاستهلاكية سريعة التداول، والإعلام والترفيه، والبنية الأساسية والتعليم.

## تاريخ
أسس راما براساد جوينكا شركة آر بي جي إنتربرايزيس في عام 1979 مع شركات فيليبس كاربون بلاك و أسيان كابلز و اجاربارا الجوت و مورفي الهند كمكونات.
في عام 1981، استحوذت المجموعة على شركة إطارات سيات الهند. تم الاستحواذ على شركة كي إي سي الدولية في عام 1982. في عام 1986، استحوذت على شركة الموسيقى "شركة جراموفون الهندية المحدودة "، المعروفة الآن باسم ساريجاما . تم الاستحواذ على شركة هاريسونز مالايالام ، مزارع الشاي والمطاط في عام 1988. في العام التالي، تم الاستحواذ على شركة شركة كلكتا للإمدادات الكهربائية (شركة سي إي إس سي المحدودة )، وشركة رايكيم تكنولوجيز، وشركة سبنسر .
في عام 1993، تم تأسيس شركة نويدا للطاقة المحدودة (NPCL) كمشروع مشترك بين المجموعة وهيئة التنمية الصناعية الكبرى في نويدا، لتوزيع الطاقة في منطقة نويدا الكبرى . في عام 2009، دخلت المجموعة في مجال الإعلام بإطلاق مجلة أوبن ماجازين، وهي مجلة أسبوعية للشؤون الجارية والميزات.
في عام 2010، تم تقسيم أعمال المجموعة بين أبناء راما براساد جوينكا ، هارش جوينكا وسانجيف جوينكا . تأسست مجموعة آر بي سانجيف جوينكا في 13 يوليو 2011، وكان سانجيف جوينكا رئيسًا لها.

## الشركات التابعة للمجموعة

### الطاقة
- شركة سي إي إس سي المحدودة: تعمل شركة سي إي إس سي المحدودة في مجال توليد وتوزيع الكهرباء في كلكتا وهاوراه، غرب البنغال.[9]
- شركة هالديا للطاقة المحدودة: وهي شركة تابعة لشركة سي إي إس سي، تدير محطتين للطاقة الحرارية تعتمدان على الفحم بقدرة 300 ميجاوات في هالديا في غرب البنغال.[10]
- شركة داريوال للبنية التحتية المحدودة: وهي شركة تابعة لشركة سي إي إس سي، تدير محطتين للطاقة الحرارية تعتمدان على الفحم بقدرة 300 ميجاوات في تشاندرابور في ماهاراشترا.[11]
- شركة نويدا للطاقة المحدودة: أن بي سي أل هو مشروع مشترك بين مجموعة أر بي أس جي وهيئة التنمية الصناعية الكبرى في نويدا التي تقوم بتوزيع الطاقة في منطقة نويدا الكبرى .[12]
- شركة تعدين الفحم المتكاملة المحدودة: تم تأسيس شركة أي سي أم أل بواسطة شركة سي إي إس سي لاستخراج الفحم من كتلة الفحم سارساتولي في رانيجونج، غرب البنغال، لتوريد الفحم إلى شركاتها.[13]
- شركة كريسنت باور المحدودة: تدير شركة سي بي أل مغسلة فحم ومحطة حرارية بالقرب من أسانسول في غرب البنغال.[14]
- شركة سوريا فيديوت المحدودة: تتكون أعمال الطاقة المتجددة للمجموعة من 156 ميجاوات من طاقة الرياح و 27 ميجاوات من الطاقة الشمسية.[15]

### تكنولوجيا المعلومات
- شركة فيرست سورس : شركة فيرست سورس سوليوشنز المحدودة هي شركة تقدم خدمات إدارة العمليات التجارية. تشمل قطاعات الشركة الخدمات المصرفية والخدمات المالية والتأمين والخدمات غير المصرفية والخدمات المالية والتأمين.[16]

### الإعلام والترفيه
- ساريجاما الهند المحدودة: وهي أقدم شركة موسيقى في الهند وتبيع مشغل موسيقى رقمي على الطراز القديم يسمى كارفاان [17] وبصرف النظر عن الموسيقى، تنتج ساريجاما أيضًا أفلامًا تحت الاسم التجاري أفلام يودلي ومحتوى تلفزيوني متعدد اللغات.[18]
- أوبن: أوبن ، مجلة الشؤون الجارية والميزات الأسبوعية، هي العلامة التجارية الرائدة لشبكة أوبن للإعلام، المشروع الإعلامي للمجموعة.[8]
- فورتشن الهند: تعاونت المجموعة مع مجموعة فورتشن ميديا لنشر مجلة فورتشن في الهند. كانت مجلة فورتشن، وهي مجلة أعمال، تُنشر في الهند في وقت سابق بواسطة مجموعة أيه بي بي.[19]
- إديتورجي: تم إطلاق إديتورجي في عام 2018، وهو مشغل أخبار رقمي يقدم الأخبار عبر ثلاثة تنسيقات من الفيديو والصوت والنص. استحوذت المجموعة على حصة الأغلبية في التطبيق، وهي الخطوة التي تمثل دخولها إلى مجال الوسائط الإخبارية الرقمية.[20]

### المستهلكين والتجزئة
- توو يومم! - شركة جيلت فري إندستريز المحدودة: بدأت المجموعة ببيع الأطعمة والوجبات الخفيفة منخفضة السعرات الحرارية في عام 2017. لذيذة جدًا! وكان خيارها الأول منخفض السعرات الحرارية. يمثل فيرات كوهلي توو يومم! كوجه للعلامة التجارية.[21]
- إيفا - شركة أبريكوت فودز المحدودة: تقدم شركة أبريكوت فودز المحدودة، تحت الاسم التجاري إيفا، الوجبات الخفيفة التقليدية والغربية للسوق الشامل. استحوذت المجموعة على حصة مسيطرة في شركة الأغذية المعبأة التي يقع مقرها في ولاية جوجارات في محاولة لتعزيز أعمالها في مجال المواد الغذائية [22]
- سبنسر للتجزئة: سبنسر للتجزئة هي شركة تجزئة متعددة الأشكال، تقدم مجموعة واسعة من المنتجات عبر فئات مثل الطعام والعناية الشخصية والأزياء والأساسيات المنزلية والتخصصات والكهرباء والإلكترونيات لمستهلكيها.[23]
- ناشورز باسكت: ناشورز باسكت هي سلسلة هندية لتوصيل البقالة من متاجر التجزئة تركز على الأطعمة الفاخرة. يقع المقر الرئيسي للشركة في مومباي، الهند. تم الاستحواذ عليها من قبل شركة <b id="mwwg">سبنسر للتجزئة</b> المحدودة ، وهي جزء من مجموعة آر بي أس جي في مايو 2019 من مجموعة غودريج في صفقة نقدية بالكامل.[24]
- دكتور فايديا - شركة هيربولاب الهند الخاصة المحدودة: استحوذت شركة سي إي إس سي فينشر، وهي جزء من مجموعة آر بي أس جي، على حصة الأغلبية في شركة هيربولاب الهند الخاصة المحدودة، صانعي الأدوية والمنتجات الأيورفيدية تحت العلامة التجارية " دكتور فايديا ". ويمثل هذا الاستحواذ دخول المجموعة إلى فئة الأدوية والمنتجات الأيورفيدية.[25]

### التعليم والبنية التحتية
- كويست مول: ظهرت المجموعة لأول مرة في مجال البيع بالتجزئة الفاخر من خلال كويست مول في عام 2013.[26]
- مستشفى وودلاندز: تمتلك المجموعة ما لا يقل عن 80% من حصة الأسهم في مركز وودلاندز الطبي من خلال إعادة هيكلة الديون وحقوق الأسهم التي وافقت عليها المحكمة للشركة التي تديرها.[27]

### الرياضة
- موهون باجان سوبر جاينت : كان أول أصل رياضي للمجموعة هو ATK - وهو نادٍ لكرة القدم مقره في كلكتا، والذي تنافس في الدوري الهندي الممتاز . استحوذت على حصة الأغلبية في نادي موهون باجان الرياضي الخاص المحدود في عام 2020 وحلت ATK. يلعب نادي أيه تي كيه موهون باجان في الدوري الهندي الممتاز .[28] اعتبارًا من موسم 2023-2024، تمت إعادة تسميته باسم موهون باجان سوبر جاينت.[29]
- آر بي أس جي مافريكس كولكاتا: آر بي أس جي مافريكس كولكاتا هو أحد الفرق الستة الموجودة في المدينة في دوري تنس الطاولة النهائي ، وهو الدوري الأول لتنس الطاولة في الهند.[8]
- لكناو سوبر جاينتس : أحد فرق الدوري الهندي الممتاز ، والذي شارك في موسم 2022 . كان الرئيس متورطًا في مشادة كلامية مع القبطان.
- فريق ديربان سوبر جاينتس : امتياز SA20 ، والذي شارك في المنافسة منذ الموسم الافتتاحي.

### مزارع
- شركة هاريسونز مالايالام المحدودة: أتش أم أل هي شركة مزارع تنتج الشاي والمطاط بالإضافة إلى المحاصيل مثل الأناناس والهيل والفلفل والتوابل الأخرى. تحتوي على 6 مزارع للشاي، و5 مصانع للشاي، و5 مزارع للمطاط، و3 مصانع للمطاط. عندما تم تقسيم أعمال المجموعة بين الأخوين، تم تقسيم أصول هاريسونز مالايالام "رأسياً" ووضعها تحت فريقين إداريين منفصلين.[30]